# 萨里斯卡野生动物禁猎区
萨里斯卡野生动物禁猎区是印度西北部拉贾斯坦邦阿尔瓦尔县的野生动物保护区，1955年建于萨里斯卡森林。面积492平方千米。内有刺槐竹丛覆盖的丘陵和深谷。本保護區建於1955年，1978年被賦予老虎保留區的地位而成為老虎保育計劃的ㄧ部分。目前保護區面積為866平方公里，距拉賈斯坦邦首府齋浦爾107公里，距印度首都新德里200公里。
薩里斯卡保留區是阿拉瓦利嶺的一部分，富含銅等礦產，雖然印度最高法院已於1991年通過禁止在區域內採礦，但非法的大理石開採仍持續破壞著環境。孟加拉虎是這裡最具特色的代表性生物，這裡也是世界上第一個成功在老虎消失後，遷入復育老虎之處。
除了孟加拉虎外，保護區內的野生动物還有豹、野猪、藍牛羚、印度瞪羚、四角羚、花鹿、水鹿、箭猪、印度野兔、長尾葉猴、恆河猴、條紋鬣狗、叢林貓、獰貓與亞洲胡狼，並有灰山鶉、蒼翡翠、藍孔雀、沙雞、大冠鷲、印度鵰鴞和小金背啄木鸟等珍稀的鳥類。